# Sisactía
La Sisactía (del griego σεισάχθεια, transliterado como Seisàchtheia, de σείειν seiein, "sacudir" y ἄχθος achthos, "carga o deuda", es decir, el alivio de las deudas) fue un conjunto de leyes instituidas por el legislador ateniense Solón (c 638-558 a. C.) con el fin de corregir la servidumbre y la esclavitud generalizada que se había alcanzado en Atenas en el siglo VI a. C., por la condonación de las deudas.

## Deudas en la sociedad ateniense

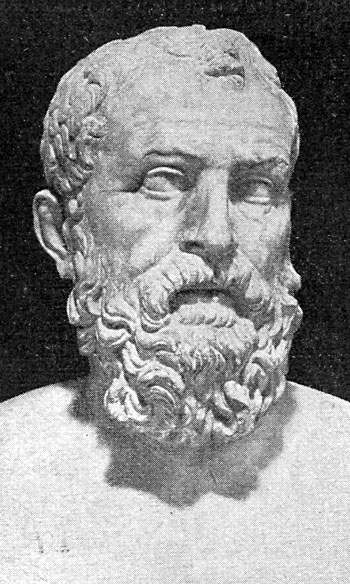
Busto de Solón. Museo Nacional de Nápoles.

Según la situación jurídica preexistente, de acuerdo con el relato atribuido a Aristóteles, de la Constitución de los atenienses, los deudores que no podían pagar a sus acreedores deberían entregarles su tierra, volviéndose entonces hektemoroi (o hectemoroi), es decir siervos que cultivan lo que antes era su propia tierra y que debían dar además una sexta parte de su producción a sus acreedores.
En caso de que la deuda superase el valor percibido resultante de los activos totales del deudor, éste y su familia se convertirían también en esclavos del acreedor. Lo mismo sucedería si un hombre incumpliese el pago de una deuda cuya garantía hubiese sido la libertad personal del deudor.

## Reformas de la Sisactía
Las leyes de la Sisactía eliminaron inmediatamente todas las deudas pendientes. Aunque hay autores minoritarios que piensan de manera controvertida que, en realidad, no sería una cancelación total de la deuda, sino una reducción del tipo de interés.
Con la eliminación de las deudas, se emancipaba retroactivamente a todos los deudores anteriormente esclavizados, reintegrando todos los bienes confiscados a los hektemoroi y prohibiendo el uso de la libertad personal como garantía en todas las deudas futuras. 
Las leyes instituyeron un techo máximo de tamaño de la propiedad, independientemente de la legalidad de su adquisición (por ejemplo, mediante matrimonio), para evitar la acumulación excesiva de tierras por familias poderosas.